# Caminito del Rey

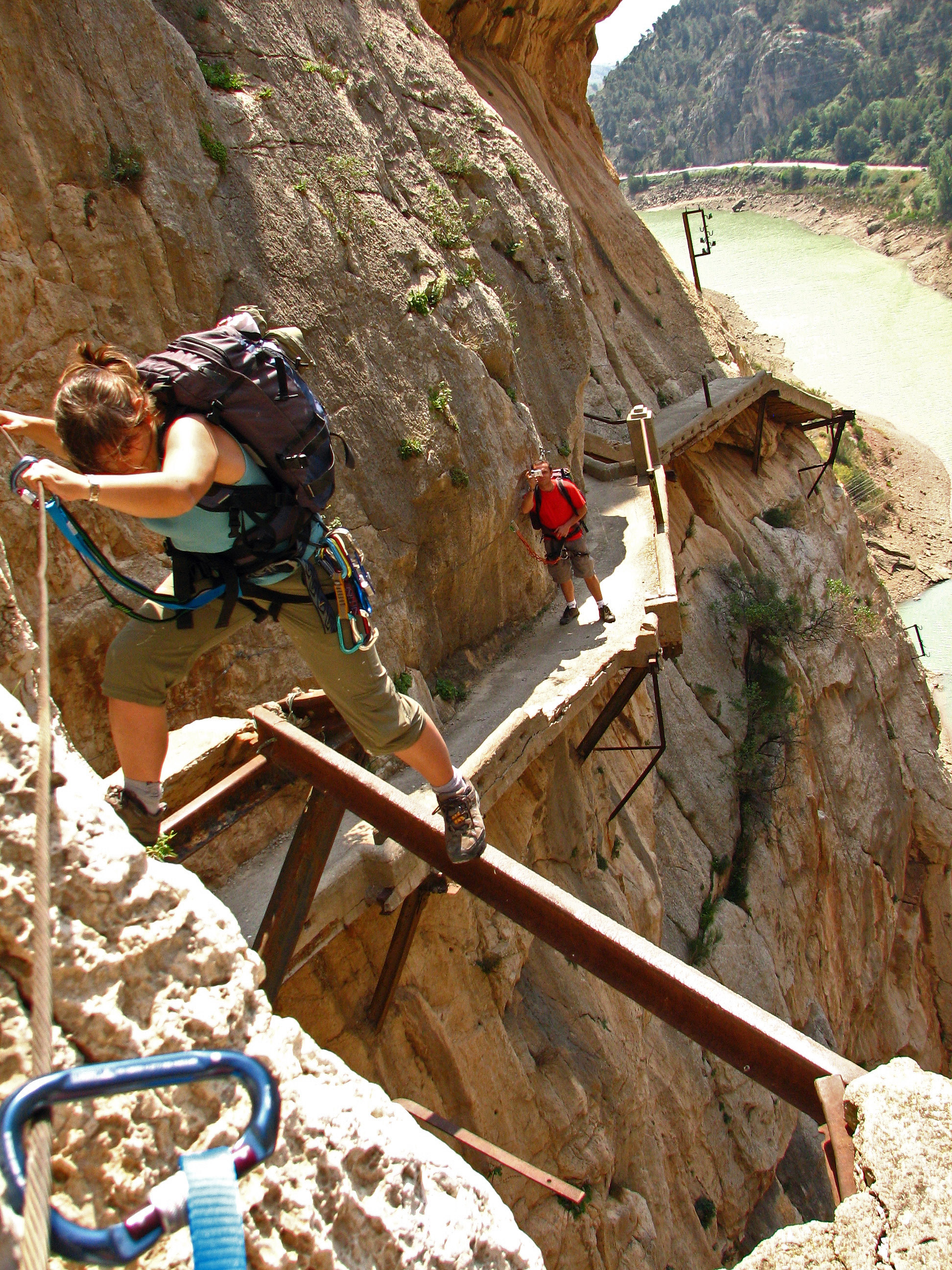
Uno dei punti più pericolosi

Il Caminito del Rey ("Sentiero del re", in spagnolo) è un percorso costruito lungo le pareti del Desfiladero de los Gaitanes a El Chorro, vicino a Álora (Malaga).
Si tratta di un passaggio pedonale di 3 km con lunghe rampe larghe appena 1 m sospese fino a 100 m di altezza sul fiume, su delle pareti praticamente verticali. Si trovava in condizioni fatiscenti, quasi tutto il percorso privo di balaustre e c'erano dei tratti crollati dove restava solo la trave di supporto. Tutti questi fattori hanno contribuito alla nascita di una leggenda nera in seguito alla morte di alcuni escursionisti che avevano cercato di attraversarlo. Dopo i restauri, è stato aperto il 28 marzo 2015.

## Storia

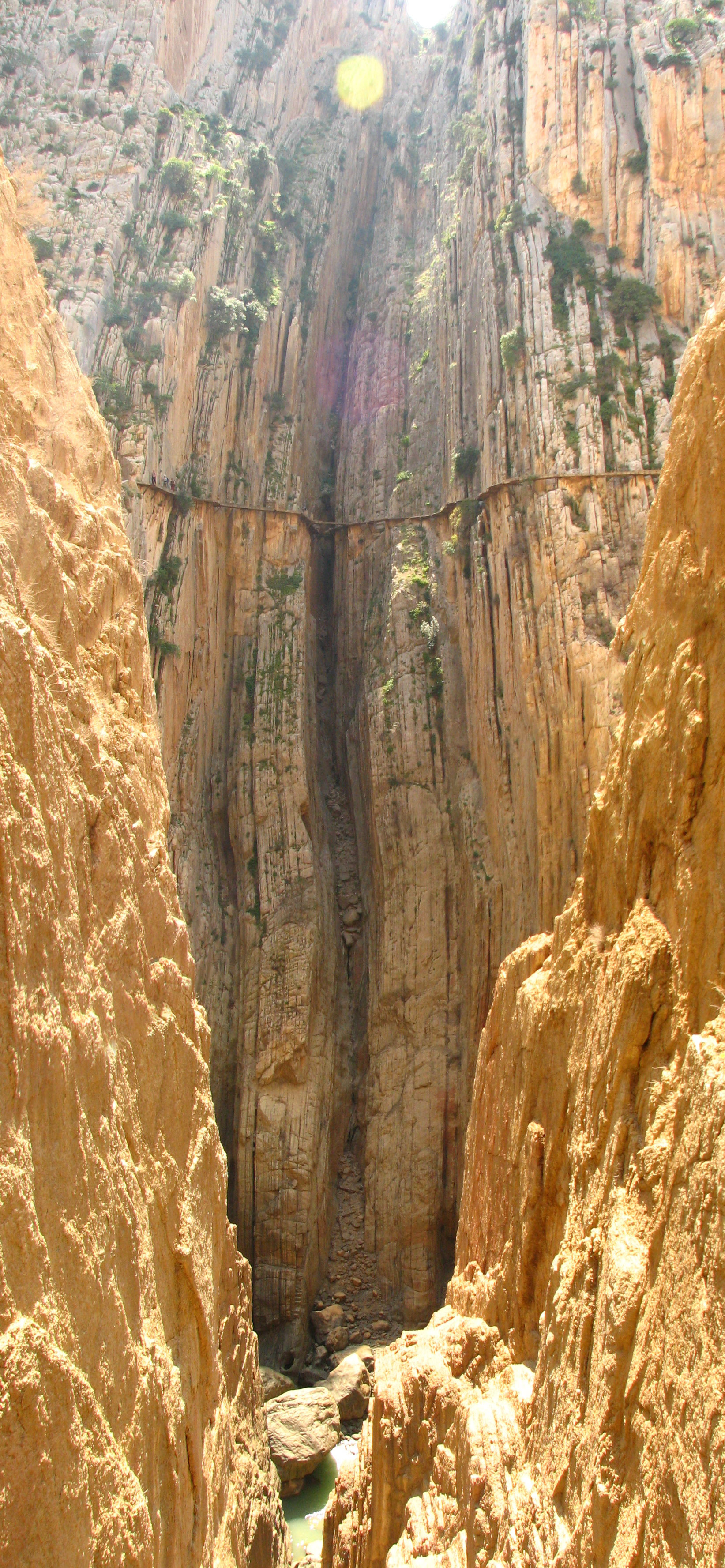
Vista frontale del Caminito

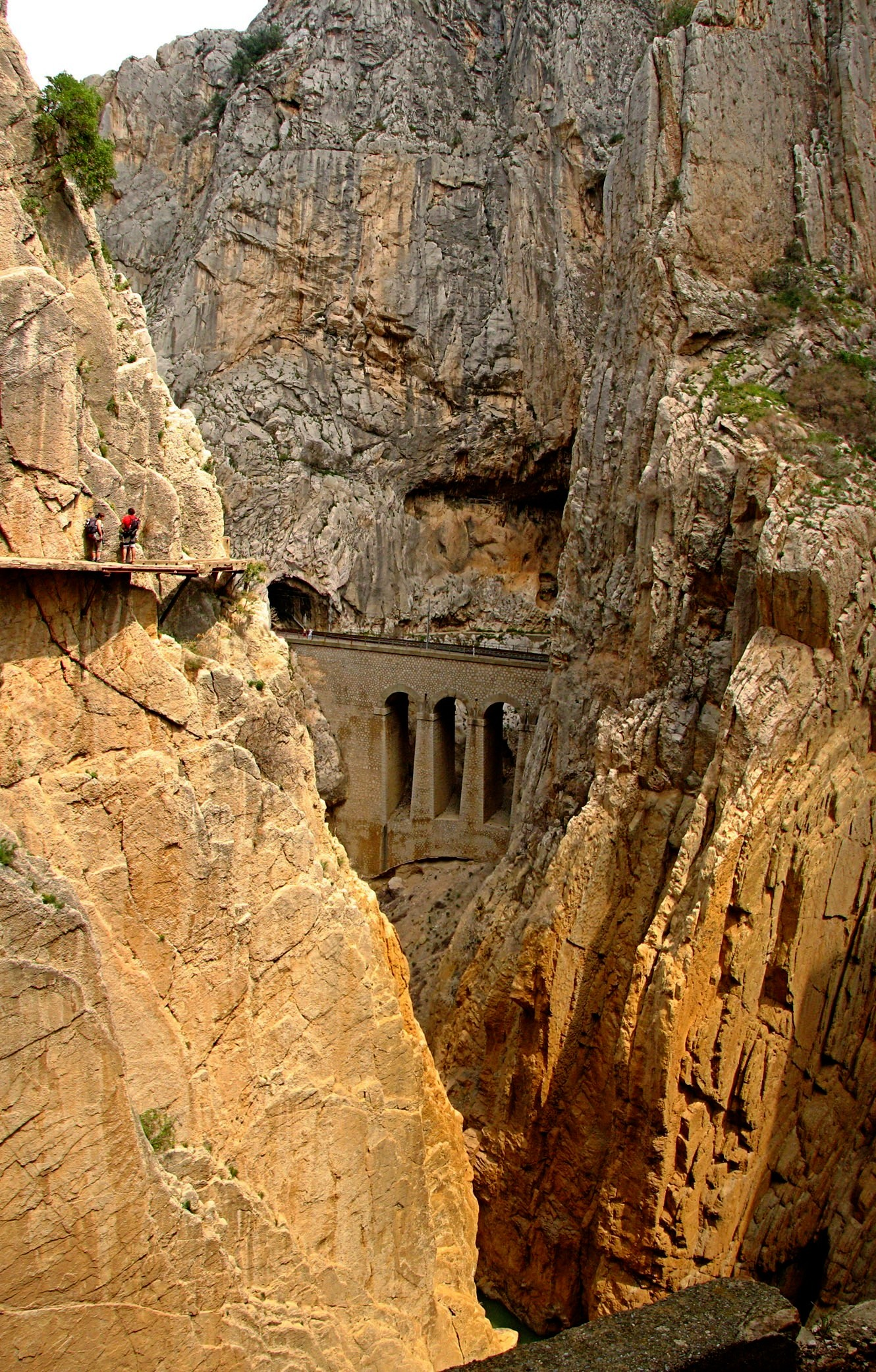
Escursionisti attraversano il percorso

La Sociedad Hidroeléctrica del Chorro, proprietaria del Salto del Gaitanejo e del Salto del Chorro aveva bisogno di un accesso alle due cascate per facilitare il passaggio degli operai per la manutenzione, il trasporto di materiali e per la vigilanza. I lavori furono iniziati nel 1901 e furono terminati nel 1905. Il percorso cominciava con i binari del treno della Renfe (la società ferroviaria spagnola) e percorreva il Desfiladero de los Gaitanes, permettendo l'accesso a tutte e due le cascate.
Nel 1921, il re Alfonso XIII intervenne all'inaugurazione della diga del Conde del Guadalhorce e attraversò il percorso appena costruito. A partire da questo momento cominciarono a chiamare il percorso Caminito del Rey, nome che resta ancora oggi.
Con il trascorrere del tempo e l'abbandono della manutenzione, il Caminito si è deteriorato: negli anni novanta si trovava in uno stato miserevole, con la balaustra sparita praticamente su tutto il percorso, numerose sezioni crollate o sul punto di crollare.
Proprio la sua pericolosità è stato uno dei fattori che ha contribuito alla sua fama: numerosi escursionisti si recavano a El Chorro per percorrere il Caminito (anche perché si trova in una delle zone più importanti d'Europa per l'arrampicata su roccia). Ciò ha favorito molti incidenti (alcuni mortali) nel corso degli anni e ha accresciuto la leggenda nera del percorso.
Nel 1999 e nel 2000, dopo gli incidenti mortali che costarono la vita a quattro escursionisti, le autorità dell'Andalusia hanno chiuso l'accesso al percorso, demolendo il tratto iniziale. Ciò non ha funzionato come deterrente per gli escursionisti, che continuano a trovare il modo per accedervi scalando la parete. È stata anche stabilita una multa dai 6000 € ai 30000 € per chi attraversa i binari e le gallerie del treno attraverso le quali si può tornare indietro dal Caminito.

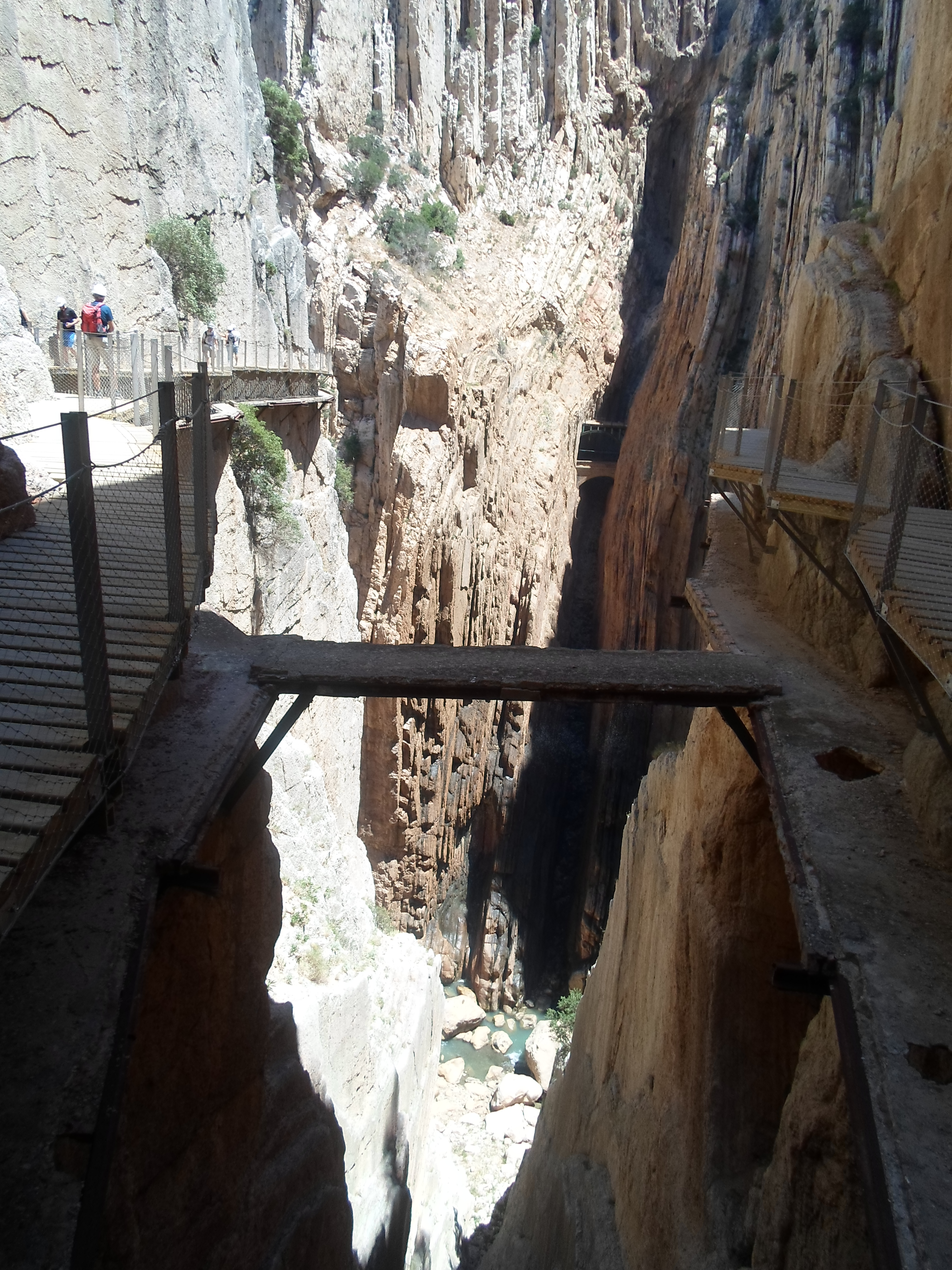
Il Caminito del Rey rimesso in sicurezza dopo il restauro terminato a marzo 2015.

Le autorità provinciali di Málaga, in collaborazione con quelle dell'Andalusia, hanno incluso nei loro bilanci del 2006 un piano di restauro del percorso. I lavori di ripristino sono iniziati a marzo 2014 e terminati il 28 marzo 2015. Ora è possibile effettuare il percorso in sicurezza, camminando lungo la nuova passerella, semplicemente indossando un casco.

## Sport

### Ciclismo
Caminito del Rey è stata due volte sede di arrivo di tappa della Vuelta a España:
| Edizione | Tappa | Data      | Percorso                                | km  | Vincitore di tappa | Leader cl. generale |
| -------- | ----- | --------- | --------------------------------------- | --- | ------------------ | ------------------- |
| 2015     | 2ª    | 23 agosto | Alhaurín de la Torre > Caminito del Rey | 158 | Esteban Chaves     | Esteban Chaves      |
| 2018     | 2ª    | 26 agosto | Marbella > Caminito del Rey             | 163 | Alejandro Valverde | Michał Kwiatkowski  |